# Windows Write
El Windows Write és un processador de textos que s'incloïa en les versions 1.0, 2.0, 3.0, 3.1 i 3.11 del Microsoft Windows; es podia comparar en les primeres versions del MacWrite.
La primera versió va ser la 1.0 i es va oferir amb el Microsoft Windows 1.0. Existia una versió també per Atari ST.

## Característiques principals
Es tracta d'un programa de textos senzill, poc complex si es compara amb el WordPerfect o Microsoft Word. Ara bé, tenia força opcions pel formatatge de documents, com la justificació (quelcom que el seu successor, el WordPad no té), sagnat, tabulacions, espaiat (simple, 1/2 i doble) o numeració de pàgines. L'extensió dels seus fitxers és Write (.wri).
A partir del Windows 3.0 Write podrà desar i obrir fitxers Word (.doc). La següent versió de Windows, la 3.1, se li afegeix la tecnologia OLE.
Amb el Windows 95 el Write es deixa d'oferir i en el seu lloc s'ofereix el WordPad.